# Бериън (окръг, Мичиган)
Окръг Бериън (на английски: Berrien County) е окръг в щата Мичиган, Съединени американски щати. Площта му е 4095 km², а населението - 162 453 души (2000). Административен център е град Сейнт Джоузеф.